# Liste der Ehrenbürger von Bad Reichenhall
Die Ehrenbürgerwürde ist die höchste Auszeichnung, die die Stadt Bad Reichenhall zu vergeben hat. Geehrt werden damit Persönlichkeiten, die sich bleibende höchste Verdienste um das Ansehen und das Allgemeinwohl der Stadt Bad Reichenhall erworben haben. Rechtsgrundlage für die Verleihung ist seit dem 18. April 2001 das Ehrungsstatut der Stadt Bad Reichenhall vom 28.03.2001. Das Privileg der Freifahrten im Linienverkehr der Stadtwerke und im städtischen Berglift, wie es sich in der Satzung vom 28. Juni 1962 fand, enthält die aktuelle nicht mehr.
Seit 1848 wurden folgende Personen zu Ehrenbürgern ernannt. Die während der Zeit des Nationalsozialismus an Paul von Hindenburg, Adolf Hitler, Franz Ritter von Epp, Ernst Röhm und Adolf Wagner verliehenen Ehrenbürgerschaften wurden am 4. Januar 1946 bzw. 10. Juli 1947 wieder aberkannt.
Die Auflistung erfolgt chronologisch nach Datum der Zuerkennung.

## Die Ehrenbürger der Stadt Bad Reichenhall
| Name, Geburtsdatum | Funktion                                                 | Verleihung        | Anmerkungen | Bild                                    |
| --- | -------------------------------------------------------- | ----------------- | --- | --------------------------------------- |
| Cajetan Freiherr von Tautphoeus * 3. September 1805 in Dillingen an der Donau † 14. November 1885 in München          | Kgl.-bayerischer Landrichter zu Reichenhall              | 11. März 1848     | Tautphoeus machte sich um die Ordnung des Gemeindeetats und um die Verschönerung der nach dem Stadtbrand von 1834 aufblühenden Stadt verdient. |                                         |
| Cäsar von Widder | Kgl.-bayerischer Landrichter zu Reichenhall              | 31. Dezember 1849 | Widder wurde wegen seiner Verdienste um die Entwicklung der Stadt und für die Aufrechterhaltung von Ruhe und Ordnung im Revolutionsjahr 1848 zum Ehrenbürger ernannt. |                                         |
| Ernst Rinck * 15. Dezember 1801 in Hinterhermsdorf † 15. Juli 1877 in Reichenhall                                     | Kgl.-sächsischer Zollvereinsinspektor                    | 27. August 1869   | Nachdem Rinck das Schloss Axelmannstein geerbte hatte, ließ er dort 1846 die Sole- und die Molkenkuranstalt Achselmannstein errichten und gilt damit als Mitbegründer des Kurbetriebes in Reichenhall. Er war auch an Errichtung des Dianabades mit Inhalation und pneumatischer Kammer maßgeblich beteiligt. Seit 1896 erinnert ein Denkmal im Park des Hotels Axelmannstein an ihn, die Rinckstraße unweit des Hotels ist nach ihm benannt. |                                         |
| Maximilian Mayr * August 1804 † 17. September 1879 in Reichenhall                                                     | Kgl. Salinenforstmeister                                 | 8. März 1874      | Mayr wurde wegen seiner Verdienste um den Wiederaufbau der Stadt nach dem Brand von 1834 geehrt. |                                         |
| Ferdinand von Geeböck * 1808 † 21. Oktober 1876 in Reichenhall                                                        | Hofrat                                                   | 21. Juni 1876     | Geeböck war von 1836 an 42 Jahre lang als Badearzt und 40 Jahre als Krankenhaus- und Armenarzt tätig. 1848 verfasste er eine ärztliche Abhandlung über „Die Heilanstalt Axelmannstein“. | Gedenktafel im Friedhof St. Zeno        |
| Fürst Otto von Bismarck * 1. April 1815 in Schönhausen † 30. Juli 1898 in Friedrichsruh                               | Reichskanzler                                            | 1. April 1885     | Wie in vielen deutschen Städten zu dieser Zeit wurde Bismarck auch in Reichenhall als Mitbegründer und erster Kanzler des neuen Deutschen Reichs zum Ehrenbürger ernannt. In der Stadt hatte er sich mehrmals zur Kur aufgehalten. 1896 wurde ihm zu Ehren in der Bahnhofstraße der von Theodor Haf entworfene Bismarckbrunnen mit einer bronzenen Büste errichtet. | Bismarckbrunnen                         |
| Anton Alois von Lechner * 15. Februar 1844 in Altenbach (Gemeinde Kumhausen bei Landshut) † 7. Januar 1914 in München | Stadtpfarrer                                             | 2. August 1889    | Lechner war von 1878 bis 1888 Domkapitular und päpstlicher Hausprälat in München. Er erwarb sich Verdienste um Reichenhall als hervorragender Kanzelredner, der Toleranz und Wohltätigkeit predigte. Er setzte sich für die Verschönerung der Pfarrkirche St. Nikolaus ein und stiftete die große Turmglocke, die jedoch im Krieg zerstört wurde. Nach ihm ist der Domprobst-Anton-von-Lechner-Platz (vorher: Kirchplatz) vor der Nikolauskirche benannt. | Domprobst-von-Lechner-Platz             |
| Adolf Schmid * 29. September 1846 in Erlangen † 14. Dezember 1908 in Berlin                                           | Kgl. Hofrat                                              | 28. März 1899     | Schmid war von 1873 an als Kurarzt in Reichenhall tätig. In jahrzehntelanger Praxis förderte er die Entwicklung des Kurortes. Er führte die Hydrotherapie ein und gründete eine Kinderheilstätte für skrophulöse Kinder. Nach seinem Tod wurde er in Bad Reichenhall beigesetzt. Im Trinkpavillon der Wandelhalle des Kurparks erinnert ein Relief an ihn. Zudem wurde eine Straße nach ihm benannt. Sein Grab befindet sich auf dem Friedhof St. Zeno. | Adolf-Schmid-Straße                     |
| Emil Freiherr von Riedel * 6. April 1832 in Kurzenaltheim † 13. August 1906 in München                                | Bayerischer Finanzminister                               | 23. November 1900 | Riedel wurde für seine Verdienste um den Kurort durch die Mittelbewilligung für den Bau des Kurhauses im Jahr 1900 zum Ehrenbürger ernannt. Die Riedelstraße beim Städt. Krankenhaus wurde nach ihm benannt. |                                         |
| Alfred Nathan * 8. Dezember 1870 in Fürth † 9. Oktober 1922 in Bad Reichenhall                                        | Rechtsanwalt, Geheimer Hofrat                            | 27. November 1906 | Der aus Fürth stammende Alfred Nathan war ein großer Wohltäter der Stadt. Für Wohlfahrtszwecke stiftete er bedeutende Summen, wie für den Zentaurenbrunnen vor dem Bahnhof, ein Militärerholungsheim und die Amalienruhe in Karlstein. Die heutige Friedrich-Ebert-Allee war nach Nathan benannt. Als während der Zeit des NS-Regimes nach Juden benannte Straßen nicht mehr erwünscht waren, verschwand auch Nathans Name. Die Friedrich-Ebert-Allee behielt auch nach dem Ende des Zweiten Weltkriegs ihren Namen, die ehemalige Pfälzer Straße zwischen Traunfeld- und Paepkestraße heißt heute Alfred-Nathan-Straße. Sein Grab befindet sich auf dem Alten Jüdischen Friedhof in Fürth. | Von Nathan gestifteter Zentaurenbrunnen |
| Hermann Ritter von Pfaff * 20. August 1846 in Nürnberg † 27. November 1933 in München                                 | Bayerischer Finanzminister und Staatsrat                 | 16. Februar 1912  | Pfaff wurde für die besondere Förderung des Kurortes durch Bewilligung von Staatszuschüssen zum Bau des neuen Gradierhauses und der neuen Wandelhalle geehrt. |                                         |
| Friedrich Ritter von Hessing * 19. Juni 1838 in Schönbronn † 16. März 1918 in Göggingen                               | Kgl. Hofrat, Orthopäde                                   | 25. Juni 1917     | Hessing gründete 1866 in Göggingen die Orthopädische Heilanstalt, wo zahlreiche chirurgische Apparate entwickelt wurden. 1875 ließ er in Reichenhall weitläufige Besitzungen errichten. Er brachte zahlreiche Fürstlichkeiten und kapitalkräftige Ausländer in die Stadt. Er errichtete eine Schienenbahn zur Friedrichshöhe und dem dortigen Malerhaus. Nach ihm ist dort, wo sich die Bahn befand, der Hessingsteig benannt, die Anhöhe ist heute noch als Hessing bekannt. |                                         |
| Kaspar Harl (auch: Caspar Harl) * 3. Mai 1856 in Reichenhall † 12. Juli 1929 in Bad Reichenhall                       | Hofrat                                                   | 18. August 1921   | „In dankbarer Anerkennung der hohen Verdienste, die er sich in mehr als 25jähriger unermüdlicher und aufopfernder Betätigung als leitender Arzt im städt. Krankenhaus im Dienste der leidenden Menschheit, als pflichttreuer Arzt im städt. Krankenhause im Dienste der leidenden Menschheit, als pflichttreuer Arzt und warmherziger Menschenfreund um seine Vaterstadt erworben hat.“ Nach Harl ist die Hofrat-Harl-Straße benannt, die sich zwischen Kurfürsten- und Maximilianstraße befindet. Sein Grab befindet sich auf dem Friedhof St. Zeno. | Hofrat-Harl-Straße                      |
| Josef Fallbacher * 22. März 1860 in Reichenhall † 13. Januar 1938 in Chicago                                          | Hotelier in Chicago und Lake Maria bei Chicago           | 30. November 1922 | Fallbacher ließ sich in Reichenhall zum Schlosser ausbilden, emigrierte dann aber 1883 in die Vereinigten Staaten. Während der schwierigen Not- und Inflationszeit 1921–23 machte er sich durch große Geldstiftungen, sowie Zucker- und Mehlsendungen für die darbende Bevölkerung einen Namen als Wohltäter der Stadt. Die Urkunde wurde ihm während eines persönlichen Besuchs am 17. Juni 1924 überreicht. Nach ihm ist die Fallbacherstraße benannt. | Fallbacherstraße                        |
| Franz Xaver Besold * 1870 † 10. Oktober 1927 in München                                                               | Versicherungsdirektor                                    | 14. Juni 1923     | Besold trat in der schwierigen Nachkriegszeit durch große Stiftungen für arme Kinder als Wohltäter der Stadt auf. |                                         |
| Karl Weiß * 26. April 1885 in Zwiesel † 25. August 1966 in Bad Reichenhall                                            | Rechtskundiger 1. Bürgermeister                          | 26. April 1950    | Weiß war ab dem 1. Dezember 1926 rechtskundiger 1. Bürgermeister von Bad Reichenhall. Unter seiner Amtsführung wurden mehrere Großprojekte realisiert. Errichtet wurde das Staatlich-Städtische Kurmittelhaus die Predigtstuhlbahn, das neue Städtische Krankenhaus sowie die Hochbahntrasse zwischen Bahnhof Bad Reichenhall und Bahnhof Kirchberg. Weitere infrastrukturelle Maßnahmen betrafen die planmäßige Asphaltierung der Straßen und Plätze im Stadtkern, die Ergänzung der Straßenbeleuchtung, die Erweiterung der Gas- und Wasserleitungen und des Kanalnetzes, die Umstellung der elektrischen Stromversorgung, Erweiterung des Friedhofs St. Zeno, den Wiederaufbau des abgebrannten Bauhofes sowie die Errichtung der städtischen Verwaltungsgebäude. Seiner Initiative ist die Kreisunmittelbarkeit 1929 und Errichtung der Garnison im Jahr 1934 zu verdanken. In der Zeit des Nationalsozialismus wurde Weiß durch die NSDAP wiederholt degradiert und schließlich 1944 entlassen. Noch vor dem Einmarsch US-amerikanischer Truppen wurde er am 4. Mai 1945 wieder in sein Amt eingesetzt und später durch die Militärregierung bestätigt. Nach seiner Versetzung in den Ruhestand 1946 übernahm er wieder den Vorsitz im Kur- und Verkehrsverein der Stadt, den er bereits vor 1933 innehatte. Von 1948 an war er zudem Vorsitzender des Kreisverbandes des Bayerischen Roten Kreuzes. Die Karl-Weiß-Straße ist nach ihm benannt, sein Grab befindet sich auf dem Friedhof St. Zeno. | Grab auf dem Friedhof St. Zeno          |
| Sebastian Stolz * 20. Dezember 1876 in Augsburg † 20. September 1963 in Bad Reichenhall                               | Maurerpolier, Leiter städt. Arbeitsamt, 2. Bürgermeister | 24. Mai 1950      | Stolz kam 1900 nach Bad Reichenhall. Ab 1919 war er Leiter des städtischen Arbeitsamtes, wurde aber 1933 aus politischen Gründen des Amtes enthoben. Er war zudem Mitbegründer der Gemeinnützigen Baugenossenschaft und Miterbauer der Siedlung Glück im Winkel. Ab 1911 war er Gemeindebevollmächtigter und fungierte in den Nachkriegsjahren als 2. Bürgermeister. Nach Ende des Zweiten Weltkriegs war er Vorstand der Ortskrankenkasse. Anlässlich seines Ausscheidens aus dem Amt wurde er wegen seiner großen Verdienste um die Stadt und den Kurort durch seinen Einfluss gegen radikale Elemente 1919 und in den 1930er Jahren zum Ehrenbürger ernannt. Die Sebastian-Stolz-Straße ist nach ihm benannt. | Grab auf dem Friedhof St. Zeno          |
| Anton Winkler * 10. Januar 1907 in Palling † 23. Februar 1992 in Bad Reichenhall                                      | Geistlicher Rat und Dekan, Stadtpfarrer                  | 14. Juni 1983     | Winkler wurde die Ehrenbürgerwürde für seine Verdienste in der Seelsorge und die bauliche Neugestaltung der oberen Stadt mit Renovierung der St.-Nikolaus-Kirche, dem Neubau eines Pfarrzentrums und der Errichtung der Pfarrbibliothek verliehen. Die Anton-Winkler-Straße in der Nähe der Kirche St. Nikolaus ist nach ihm benannt. | Anton-Winkler-Straße                    |
| Max Neumeyer * 4. September 1920 in Traunstein † 22.Mai 1993 in Bad Reichenhall                                       | Oberpostrat, Oberbürgermeister                           | 12. April 1988    | Neumeyer hat in seiner Amtszeit zwischen 1964 und 1988 das Gesicht, das Erscheinungsbild und die Bedeutung von Bad Reichenhall maßgeblich geprägt und gegen häufige Widerstände die Lebensgrundlagen der Stadt verteidigt, gepflegt und gestärkt. | Grab auf dem Friedhof St. Zeno          |
| Fritz Hofmann * 1925 in Bergen bei Traunstein † 12. Oktober 2008 in Bad Reichenhall                                   | Stadtheimatpfleger                                       |                   | Hofmann verlegte die geschichtliche Sammlung der Stadt, die vorher nur einen Raum im Rathaus eingenommen hatte, in den ehemaligen Getreidestadel und baute sie im Laufe der Jahre immer weiter zum heutigen Heimatmuseum aus. Er trug über die Jahre in ehrenamtlicher Arbeit umfangreiche Informationen über die Geschichte der Stadt zusammen und verfasste unzählige Werke. Sein Grab befindet sich im Friedhof St. Zeno. | Grab auf dem Friedhof St. Zeno          |

## Aberkannte Ehrenbürgerschaften
- Paul von Hindenburg (* 2. Oktober 1847 in Posen; † 2. August 1934 auf Gut Neudeck)

Reichspräsident
Verleihung am 31. März 1933, aberkannt 4. Januar 1946
- Adolf Hitler (* 20. April 1889 in Braunau am Inn; † 30. April 1945 in Berlin)

Reichskanzler
Verleihung am 31. März 1933, aberkannt 4. Januar 1946
- Franz Ritter von Epp  (* 16. Oktober 1868 in München; † 31. Januar 1947 ebd.)

Reichsstatthalter in Bayern
Verleihung am 31. März 1933, aberkannt 4. Januar 1946
- Ernst Röhm (* 28. November 1887 in München; † 1. Juli 1934 in München)

Reichsminister und Stabschef
Verleihung am 24. August 1933, aberkannt 10. Juli 1947
- Adolf Wagner (* 1. Oktober 1890 in Algringen, Lothringen; † 12. April 1944 in Bad Reichenhall)

Staatsminister
Verleihung am 9. März 1934, aberkannt 4. Januar 1946